# Comuna Poleanî, Volociîsk
Poleanî (în ucraineană Поляни) este o comună în raionul Volociîsk, regiunea Hmelnîțkîi, Ucraina, formată din satele Kanivka, Petrivka și Poleanî (reședința).

## Demografie
Componența lingvistică a comunei Poleanî
     Ucraineană (98,3%)
     Rusă (1,3%)
     Alte limbi (0,08%)
Conform recensământului din 2001, majoritatea populației comunei Poleanî era vorbitoare de ucraineană (98,3%), existând în minoritate și vorbitori de rusă (1,3%).